# Línea 427 (Interurbanos Madrid)
La línea 427 de la red de autobuses interurbanos de Madrid une Madrid (Villaverde Bajo-Cruce) con el Área Empresarial Andalucía y Pinto.

## Características
Esta línea une en media hora la capital con el Área Empresarial Andalucía y el municipio de Pinto, atravesando el barrio de La Tenería.
Fue puesta en servicio en 2002teniendo terminal en Legazpi. En 2007, con la ampliación de la línea 3 de Metro, su cabecera fue traspasada a Villaverde Bajo-Cruce
La línea mantiene los mismos horarios todo el año (exceptuando las vísperas de festivo y festivos de Navidad). Como curiosidad, junto con las líneas 350A y 196, tiene mejor frecuencia los fines de semana que entresemana, detalle que le diferencia de todas las líneas del CRTM.
Está operada por AISA mediante la concesión administrativa VCM-401 - Madrid – Aranjuez – Villarejo de Salvanés (Viajeros Comunidad de Madrid) del Consorcio Regional de Transportes de Madrid.

## Horarios
| Lunes a viernes laborables              |                |                |                |                |                |                |                |                |                |                |                |                |                |                |                |                |                |                |                |                |                |                |                |                |                |                |                |                |                |                |                |                |                |                |                |
| Madrid > Pinto                          | Madrid > Pinto | Madrid > Pinto | Madrid > Pinto | Madrid > Pinto | Madrid > Pinto | Madrid > Pinto | Madrid > Pinto | Madrid > Pinto | Madrid > Pinto | Madrid > Pinto | Madrid > Pinto | Madrid > Pinto | Madrid > Pinto | Madrid > Pinto | Madrid > Pinto | Madrid > Pinto | Madrid > Pinto | Pinto > Madrid | Pinto > Madrid | Pinto > Madrid | Pinto > Madrid | Pinto > Madrid | Pinto > Madrid | Pinto > Madrid | Pinto > Madrid | Pinto > Madrid | Pinto > Madrid | Pinto > Madrid | Pinto > Madrid | Pinto > Madrid | Pinto > Madrid | Pinto > Madrid | Pinto > Madrid | Pinto > Madrid | Pinto > Madrid |
| 06                                      | 07             | 08             | 09             | 10             | 11             | 12             | 13             | 14             | 15             | 16             | 17             | 18             | 19             | 20             | 21             | 22             | 23             | 06             | 07             | 08             | 09             | 10             | 11             | 12             | 13             | 14             | 15             | 16             | 17             | 18             | 19             | 20             | 21             | 22             | 23             |
| 30                                      | 30             | 30             | 30             | 30             | 30             | 30             | 30             | 30             | 30             | 30             | 30             | 30             | 30             | 30             | 30             | 30             | 30             | 00             | 00             | 00             | 00             | 00             | 00             | 00             | 00             | 00             | 00             | 00             | 00             | 00             | 00             | 00             | 00             | 00             | 00             |
| Sábados laborables, domingos y festivos |                |                |                |                |                |                |                |                |                |                |                |                |                |                |                |                |                |                |                |                |                |                |                |                |                |                |                |                |                |                |                |                |                |                |                |
| Madrid > Pinto                          | Madrid > Pinto | Madrid > Pinto | Madrid > Pinto | Madrid > Pinto | Madrid > Pinto | Madrid > Pinto | Madrid > Pinto | Madrid > Pinto | Madrid > Pinto | Madrid > Pinto | Madrid > Pinto | Madrid > Pinto | Madrid > Pinto | Madrid > Pinto | Madrid > Pinto | Madrid > Pinto | Madrid > Pinto | Pinto > Madrid | Pinto > Madrid | Pinto > Madrid | Pinto > Madrid | Pinto > Madrid | Pinto > Madrid | Pinto > Madrid | Pinto > Madrid | Pinto > Madrid | Pinto > Madrid | Pinto > Madrid | Pinto > Madrid | Pinto > Madrid | Pinto > Madrid | Pinto > Madrid | Pinto > Madrid | Pinto > Madrid | Pinto > Madrid |
| 06                                      | 07             | 08             | 09             | 10             | 11             | 12             | 13             | 14             | 15             | 16             | 17             | 18             | 19             | 20             | 21             | 22             | 23             | 06             | 07             | 08             | 09             | 10             | 11             | 12             | 13             | 14             | 15             | 16             | 17             | 18             | 19             | 20             | 21             | 22             | 23             |
| 30                                      | 30             | 30             | 00 30          | 00 30          | 00 30          | 00 30          | 00 30          | 00 30          | 00 30          | 00 30          | 00 30          | 00 30          | 00 30          | 00 30          | 00 30          | 00 30          | 30             | 00             | 00             | 00 30          | 00 30          | 00 30          | 00 30          | 00 30          | 00 30          | 00 30          | 00 30          | 00 30          | 00 30          | 00 30          | 00 30          | 00 30          | 00 30          | 00             | 00             |

## Recorrido y paradas

### Sentido Pinto
| Código | Parada                                 | Común con       | Conexión con Metro    | Municipio | Zona |
| ------ | -------------------------------------- | --------------- | --------------------- | --------- | ---- |
| 16732  | Av. Andalucía - Villaverde Bajo Cruce  | 412 414 415 432 | Villaverde Bajo Cruce | Madrid    |      |
| 12391  | Río Bembézar - Río Chanza              | 428             |                       | Getafe    |      |
| 12695  | Río Odiel - Bembézar                   | 428             |                       | Getafe    |      |
| 12388  | Nassica - Centro Comercial             | 428             |                       | Getafe    |      |
| 18461  | Nassica - Centro Outlet                | 412             |                       | Getafe    |      |
| 12386  | Coto de Doñana - Serranía de Ronda     | 428             |                       | Pinto     |      |
| 18467  | Manuel de Falla - Av. Juan Pablo II    | 1B              |                       | Pinto     |      |
| 18464  | Manuel de Falla - Escuela de Música    | 1B              |                       | Pinto     |      |
| 16457  | Av. Pintor Antonio López - Luis Feito  | 1B              |                       | Pinto     |      |
| 15440  | María Blanchard - Pintor Antonio López |                 |                       | Pinto     |      |

### Sentido Madrid
| Código | Parada                                | Común con       | Conexión con Metro    | Municipio | Zona |
| ------ | ------------------------------------- | --------------- | --------------------- | --------- | ---- |
| 17738  | María Blanchard - Cementerio          |                 |                       | Pinto     |      |
| 17735  | Av. Pintor Antonio López - Luis Feito | 1A              |                       | Pinto     |      |
| 18465  | Manuel de Falla - Escuela de Música   | 1A              |                       | Pinto     |      |
| 18579  | Manuel de Falla - Av. Juan Pablo II   | 1A              |                       | Pinto     |      |
| 12385  | Coto de Doñana - Serranía de Ronda    | 428             |                       | Pinto     |      |
| 12453  | Nassica - Centro Outlet               | 412 428         |                       | Getafe    |      |
| 12387  | Nassica - Centro Comercial            | 428             |                       | Getafe    |      |
| 12981  | Río Tinto - Río Odiel                 | 428             |                       | Getafe    |      |
| 16732  | Av. Andalucía - Villaverde Bajo Cruce | 412 414 415 432 | Villaverde Bajo Cruce | Madrid    |      |